# Carl Andre
Carl Andre (Quincy, 16 de setembro de 1935 – Nova Iorque, 24 de janeiro de 2024) foi um artista plástico e autor de poemas visuais americano, e um dos membros do movimento minimalista nos anos 1960.

## Carreira
O trabalho de Andre é único e tem sua origem numa tradição de escultura. Em 1958 e 1959, fez várias peças destituídas de qualquer apoio lateral; algumas pequenas e outras maiores, a maioria a partir de seções únicas de viga de madeira para construção. A maior parte dos trabalhos desse grupo indefinido tinha uma série de cortes regulares e repetidos, feitos na [superfície do bloco com uma serra elétrica (queimaduras da lâmina da serra às vezes são visíveis).
Por volta de 1959 ele começou a montar trabalhos a partir de unidades pré-formadas. Peça de Cedro foi o maior, mais ambicioso e o mais complexo deles, em seu uso repetido de uma unidade básica e em seu padrão diagonal escalonado.
Por volta de 1960, Andre havia iniciado uma série de desenhos e esculturas que obedeciam aos mesmos princípios que simplificavam radicalmente suas próprias composições e métodos de trabalho. A unidade básica de sua Série Elemento era uma viga na proporção 1:3. Cada escultura deveria ser uma combinação entre dois e doze elementos deitados horizontal ou verticalmente uns sobre os outros. Andre só teve meios para realizar essa série alguns anos depois. A questão era não o quão semelhantes elas aparentam ser como formas, mas o quanto dessemelhantes são em muitos outros aspectos. Distintas nos materiais, volume, massa, peso, tamanho, superfícies, tecnologia, história e modo de apresentação. Semelhantes talvez numa orientação geral em direção à forma simples e sem adorno, numa crença de que se poderia fazer escultura despojando-a de detalhes não-essenciais e abandonando certos tipos de referência ilusionista. Como Andre observou: "Até um certo ponto eu estava cortando dentro das coisas. Percebi então que o que eu estava cortando era o corte. Mais do que cortar dentro do material, agora eu uso o material como o corte no espaço".
A distinção entre entalhe e modelagem torna-se irrelevante: a obra ou suas partes podem ser fundidas, forjadas, cortadas ou simplesmente juntadas; ela não é mais tanto esculpida, mas construída, edificada, montada, ordenada. Carl Andre usa materiais modernos ou materiais que foram processados por meios industriais e suas obras são enfaticamente antiilusionistas; talvez mais do que a de qualquer outro artista da época. Evitando-se qualquer efeito de desafio à gravidade escolhendo não prender, colar, soldar, cavilhar, parafusar ou manter os elementos juntos de alguma outra maneira, assim sendo esculturas de disposição.

## Série "Equivalente"
Andre é muito conhecido pela sua série "Equivalente" (também conhecida como "Os Tijolos"), construída em 1966. Consiste em 120 tijolos refratários (resistentes à altas temperaturas, utilizados em alto-fornos), dispostos em duas camadas, em um retângulo de seis tijolos por dez. Todas as oito estruturas da série têm a mesma altura, massa e volume, mas formatos diferentes. Portanto, eles são todos "equivalentes".
A compra de somente uma das composições, a de número 8 (Equivalente VIII), pela Tate Gallery, museu estatal britânico, causou polêmica pelo fato da obra não ter nenhuma característica especial ou sinal de trabalho do artista, a não ser o conceitual, já que a obra pode ser montada por qualquer um que siga as instruções do projeto de montagem, fornecido pelo artista no momento da venda. A imprensa, na exposição da obra em 1975, questionou o uso do dinheiro do contribuinte britânico em uma simples montagem de tijolos.
Outra crítica foi a de somente uma das peças ter sido comprada, perdendo o sentido de "equivalência" com as outras sete obras, originalmente todas expostas conjuntamente. A obra, atualmente, está exposta na Tate Modern do distrito de Bankside, Londres.

## Ana Mendieta
Carl Andre é suspeito de ter assassinado sua esposa, a artista Ana Mendieta. Ela morreu em 8 de setembro de 1985, em Nova Iorque, após cair do 34.º andar do seu apartamento na 300 Mercer Street, em Greenwich Village, onde ela viveu com seu marido por oito meses. Ela caiu sobre o teto de uma loja. Logo antes de sua morte, vizinhos escutaram uma briga violenta do casal. Não houve nenhuma testemunha ocular dos eventos que levaram à morte de Mendieta
Numa gravação de uma chamada de Carl para o 911, ele diz: "Minha esposa é uma artista e eu sou um artista e nós tivemos uma disputa sobre o fato de que eu era mais, eh, fiz mais exposições do que ela. Ela foi para o quarto e eu fui depois dela e ela se jogou da janela". Em 1988, Carl Andre foi julgado e absolvido. Durante o processo, que durou três anos, o advogado de Andre descreveu a morte de Mendieta como um possível acidente ou suicídio. O júri considerou Andre inocente por dúvida razoável.
A absolvição causou furor entre as feministas do mundo da Arte e permanece controversa até os dias de hoje. Em 2010, um simpósio chamado Where Is Ana Mendieta aconteceu na New York University para lembrar o 25.º aniversário de sua morte. Em maio de 2014, o grupo de protestos feminista No Wave Performance Task Force realizou um protesto em frente à retrospectiva de Carl Andre na Dia Art Foundation. O grupo depositou pilhas de sangue e vísceras de animais em frente ao estabelecimento e a frase "I Wish Ana Mendieta Was Still Alive" escritas sobre elas.

## Morte
Andre morreu em 24 de janeiro de 2024, aos 88 anos, em Manhattan, Nova Iorque.